# Station Studánka
Station Studánka is een spoorwegstation in het dorp Studánka, onderdeel van de Tsjechische gemeente Hranice. Het station ligt aan spoorlijn 148, ongeveer vier kilometer voor het eindpunt van de lijn, station Hranice v Čechách. Het station wordt beheerd door de nationale spoorwegonderneming České dráhy in samenwerking met de Staatsorganisatie voor spoorweginfrastructuur (SŽDC). Bij station Studánka vindt geen verkoop van tickets plaats, treinkaartjes moeten in de trein aangeschaft worden.
Cheb ↔ Františkovy Lázně-Aquaforum ↔ Františkovy Lázně ( ↔ aftakking: Tršnice) ↔ Františkovy Lázně-Seníky ↔ Vojtanov obec ↔ Hazlov ↔ Aš ↔ Aš město ↔ Aš předměstí ↔ Štítary ↔ Podhradí ↔ Studánka ↔ Hranice v Čechách